# Jazz (kortspel)
Ej att förväxla med ett annat kortspel med snarlikt namn, se Jass.
Jazz, även stavat jass, är ett kortspel tillhörande typen kompendiespel, det vill säga ett spel som spelas i flera givar och där varje giv har olika målsättning.
Jazz spelas i sex givar. De första fem av dessa utgörs av sticktagningsspel, där det gäller att undvika att ta hem vissa kort eller stick, för vilka man får minuspoäng, alternativt ska betala marker till potten. Den gängse poängräkningen är denna:
Första given: –1 poäng för varje stick 

Andra given: –1 poäng för varje klöverkort 

Tredje given: –5 poäng för varje dam 

Fjärde given: –15 poäng för klöver kung 

Femte given: –20 poäng för det sista sticket
Den sjätte given går ut på att bli av med korten på handen och spelas på samma sätt som kortspelet sjuan. Det är brukligt att spela med regeln att man straffas med 1 minuspoäng varje gång man är i tur och inte kan lägga ut något kort. Vinnaren av denna giv erhåller vanligtvis någon form av pluspoäng, alternativt tar hem hela eller en överenskommen del av potten.
Spelet är känt sedan tiden mellan världskrigen, och namnet har troligen tagits efter jazzmusiken som då var på modet.